# Drakengard
Drakengard, conosciuto in Giappone come Drag-On Dragoon (ドラッグオンドラグーン?, Doraggu-On Doragūn), è un videogioco per PlayStation 2 di genere action RPG-hack and slash sviluppato dalla Cavia e pubblicato dalla Square Enix Co., Ltd. e dalla Take Two Interactive. È stato pubblicato l'11 settembre 2003 in Giappone, il 5 marzo 2004 in Nord America e il 21 maggio 2004 in versione PAL. Drakengard è musicato da Takayuki Aihara e da Nobuyoshi Sano.
Il seguito Drakengard 2 è stato pubblicato in Giappone il 16 giugno 2005 e si svolge diciotto anni dopo. Nel 2013 è stato pubblicato Drakengard 3 che fa da prequel della serie.

## Trama

### Ambientazione e personaggi
La trama di Drakengard si svolge in un mondo medievale dark fantasy protetto dalla caduta nel caos dai quattro Sigilli, consistenti in tre oggetti magici e una persona, la Dea, una ragazza trasformata in Sigillo alla morte della Dea precedente. Quando una ragazza viene trasformata nella nuova Dea, viene costretta a vivere nella più totale reclusione, separata dalla società e dalla famiglia, oltre a subire una compromissione della sua salute fisica. Se i quattro Sigilli venissero distrutti, esseri malvagi conosciuti come "Messaggeri" farebbero ingresso nel mondo per distruggere l'umanità. Un elemento chiave del mondo di Drakengard è la possibilità di un umano (o un essere umanoide come un elfo) e di una bestia magica di stipulare un "patto", un rituale che unisce le loro anime e conferisce a entrambi un grande potere. In seguito al patto le loro vite sono legate, inoltre l'umano paga un prezzo, che può essere la perdita di una funzione del corpo o un'abilità. Durante gli eventi del gioco, i Confederati, che proteggono i Sigilli, sono in guerra con l'Impero, una potenza guidata dal "Culto dei Messaggeri". Il Culto dei Messaggeri ha come scopo la distruzione dei Sigilli, e chiunque ne faccia parte subisce la perdita della volontà e sviluppa un'innaturale colorazione rossa degli occhi.
I personaggi giocabili sono: Caim (カイム, Kaimu), protagonista della storia, un principe che si è unito ai Confederati dopo aver assistito alla morte dei genitori a causa di un Drago Nero dell'Impero, evento che lo ha reso spietato e assetato di sangue; un Drago Rosso femmina, il cui nome verrà in seguito rivelato essere Angelus (アンヘル, Anheru), con la quale Caim stringe un patto; Leonard (レオナール, Reonāru), un eremita che ha perso i suoi fratelli in un attacco dell'Impero; Arioch (アリオーシュ, Ariōshu), una donna elfo resa folle dall'assassinio della sua famiglia; e Seere (セエレ, Sēre), un bambino il cui villaggio è stato distrutto dai devoti del culto. Personaggi non giocabili sono: Furiae (フリアエ, Furiae), sorella di Caim e attuale Dea del Sigillo; Inuart (イウヴァルト, Iuvaruto), migliore amico di Caim e in passato fidanzato di Furiae, fino a quando non divenne la nuova Dea; Verdelet (ヴェルドレ, Verudore), un sacerdote incaricato di proteggere il Sigillo della Dea; e Manah (マナ, Mana), sorella gemella di Seere, leader del Culto dei Messaggeri e principale antagonista del gioco.

### Storia

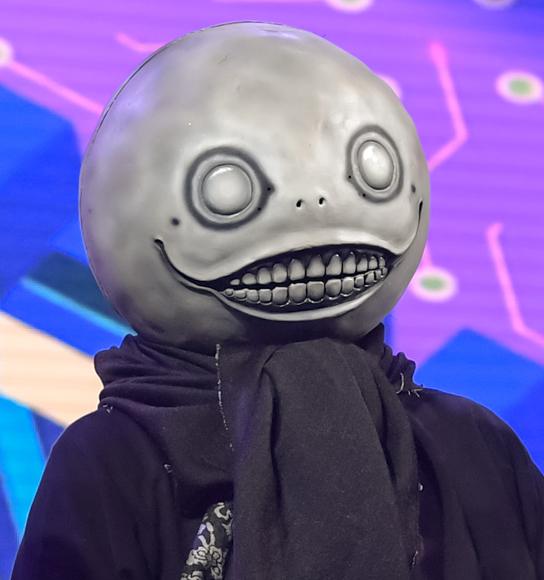
Yoko Taro, direttore e sceneggiatore del gioco. La critica ha rimarcato il suo stile di scrittura e di game design non convenzionale basato sulla tecnica backwards scriptwriting ("sceneggiatura al contrario").

Drakengard si apre con Caim nel bel mezzo di una battaglia per proteggere sua sorella dall'Impero. Durante la battaglia, Caim viene ferito mortalmente, ma continua a combattere fino a raggiungere il castello dove Furiae vive segregata. Qui Caim trova un Drago Rosso femmina gravemente ferita dalle torture inflittele dai membri dell'Impero. Per salvarsi la vita, i due stipulano un patto, sebbene Caim odi i draghi dalla morte dei genitori, e l'altezzoso drago provi disprezzo nei confronti degli umani; il rituale rende entrambi potentissimi, ma Caim perde la voce come prezzo del patto. Respinto l'attacco, Caim e Inuart portano via Furiae dal castello, incontrando Verdelet durante il viaggio. Inuart viene catturato e sottoposto al lavaggio del cervello da Manah. Ormai sotto il controllo dell'Impero, Inuart stringe un patto con lo stesso Drago Nero che aveva ucciso i genitori di Caim e Furiae, perdendo il suo talento nel cantare e suonare l'arpa. Inuart rapisce Furiae, nella convinzione di poterla salvare dalla sua condizione di Dea e guadagnarsi il suo amore. Verdelet e Caim si recano nei luoghi in cui sono ubicati i primi tre Sigilli, ma ogni volta arrivano troppo tardi per impedirne la distruzione.
Alla fine, i Confederati e l'Impero ingaggiano una battaglia e i Confederati ne escono vittoriosi. Dopo la battaglia, tuttavia, le truppe superstiti dei Confederati vengono decimate da una forza sconosciuta proveniente dall'alto, mentre le truppe dell'Impero tornano in vita. Caim e il Drago Rosso si recano in una fortezza imperiale apparsa nel cielo, dove scoprono che Furiae è stata uccisa. Inuart, vedendo il suo corpo, si libera dal lavaggio del cervello e la porta via. Con la sparizione dell'ultimo Sigillo, compaiono sulla Terra dei misteriosi artefatti chiamati Bozzoli della Rinascita.
Le missioni opzionali permettono a Caim di trovare e reclutare Leonard, Arioch e Seere, e svelare diversi dettagli sui vari personaggi. L'isolamento autoimposto di Leonard è dovuto ai tentativi di sopprimere la sua pedofilia; l'uomo prova un grande senso di colpa per la morte dei suoi fratelli poiché, mentre cedeva alle sue voglie nella foresta, li ha lasciati senza protezione durante l'attacco dell'Impero. L'uomo ha stretto un patto con un Folletto, perdendo la vista, ma acquisendo un'intensificazione degli altri sensi. La follia di Arioch prende la forma di cannibalismo di bambini, nella convinzione che dentro di lei sarebbero al sicuro da ogni male. L'elfa ha stretto un patto con gli spiriti dell'acqua e del fuoco Undine e Salamander, perdendo l'utero come prezzo del patto. Dopo la morte della madre a causa dell'Impero, Seere ha stretto un patto con un Golem, perdendo il "tempo" e condannandosi a non crescere mai. Seere si unisce a Caim per cercare sua sorella gemella Manah. Viene rivelato che Manah è sempre stata maltrattata dalla madre, mentre Seere non ha mai subito l'abuso, il che lo ha portato a sentirsi in colpa. L'abuso che Manah ha ricevuto e il suo desiderio di amore l'hanno fatta impazzire, da cui il suo coinvolgimento nel Culto dei Messaggeri, fino a diventarne il capo. Si scopre che Furiae ama Caim in modo romantico, il che ha portato Inuart a diventare geloso e vulnerabile all'influenza di Manah.

#### Finali
La storia si dirama in cinque finali possibili:
- Finale A: Caim e il Drago Rosso affrontano Manah e la sconfiggono, liberandola dall'influenza dei Messaggeri. Manah supplica Caim e il Drago Rosso di ucciderla, ma i due decidono di lasciarla vivere, in modo da farle subire per sempre l'odio dell'umanità[18]. In nome dell'amore che è nato tra lei e Caim, il Drago Rosso si offre come nuova Dea del Sigillo. Mentre Verdelet esegue il rituale, il drago rivela a un Caim in lacrime di chiamarsi Angelus[19].
- Finale B: Inuart mette il corpo di Furiae in uno dei Bozzoli della Rinascita[20], ma la ragazza resuscita sotto forma di un orribile mostro che immediatamente uccide Inuart. Caim e il Drago Rosso affrontano e uccidono una seconda volta Furiae, ma da ognuno dei Bozzoli fuoriesce un suo clone, condannando l'umanità[21].
- Finale C: Per ottenerlo, il giocatore deve trovare Furiae prima che Manah la uccida. La perfida bambina legge nella mente di Furiae e rivela i sentimenti della ragazza a Caim, che inorridisce, cosa che induce Furiae a pugnalarsi[22]. Dopo il suicidio di Furiae, Caim e il Drago Rosso fermano il tentativo di Inuart di resuscitarla. Nel frattempo,  Manah decide di imporre l'influenza dei Messaggeri sui draghi, ma uno di questi la divora. I draghi sono ora spinti a distruggere l'umanità, e il Drago Rosso, dopo aver rotto il suo patto con Caim, lo sfida in un duello mortale che nessuno dei due desidera. Uscito vittorioso dallo scontro, Caim si prepara a combattere gli altri draghi fino alla morte[23].
- Finale D: Per ottenerlo, Caim e i suoi compagni devono trovare Manah prima che uccida Furiae. Dopo un vano tentativo di riportare la sorella alla ragione, Seere chiede al Golem di ucciderla, cosa che provoca il crollo della fortezza in cui si trovano. Il gruppo riesce a fuggire, ma Inuart e Furiae muoiono sepolti dalle macerie[24]. Con la morte di Manah e della Dea, i Messaggeri, dei neonati giganteschi e antropofagi, giungono sulla Terra, accompagnati da una loro versione adulta chiamata "Bestia Madre". Arioch e Leonard vengono uccisi dai Messaggeri, mentre Caim e il drago si sacrificano per permettere a Seere di usare i suoi poteri per sigillare se stesso, i Messaggeri e la Bestia Madre in una dimensione priva di tempo, salvando il mondo[25].
- Finale E: Caim e il drago si gettano sulla Bestia Madre. I tre vengono assorbiti da un portale e si ritrovano nella moderna Tokyo. Sconfitto il mostro, Caim e il drago vengono subito uccisi dai razzi di un caccia dell'aviazione giapponese[26]. Da questo finale, un migliaio di anni dopo, hanno inizio gli eventi di Nier.

## Modalità di gioco

Il patto tra Caim e il dragone.

Drakengard è un videogioco di ruolo d'azione che contiene missioni a terra e in aria, modalità "storia" e "spedizione libera". In alcuni livelli, i giocatori possono passare a proprio piacimento dal combattimento terrestre a quello aereo e viceversa. Durante il gioco sia il protagonista sia il drago aumentano la loro potenza con l'acquisizione di esperienza. In determinati punti della storia il drago si evolve, diventando più forte e potente. È possibile giocare in due differenti gradi di difficoltà, "facile" e "normale",  e la modalità può essere cambiata senza dover ricominciare il gioco.
Durante le missioni a terra il giocatore controlla per la maggior parte del tempo il protagonista, Caim, il quale ha accesso a tre tipi di attacco: un taglio di spada standard, un attacco magico e un attacco in scatto che scaraventa i nemici a terra. Possono essere usate sessantacinque diverse armi bianche (spade, mazze, ecc.) ottenibili dal protagonista durante tutto l'arco del gioco tramite l'apertura di determinati forzieri. Tuttavia è possibile selezionane un massimo di otto da portare con sé in missione. Se utilizzate in battaglia, esse guadagnano punti esperienza, infliggendo di conseguenza sempre più danni. Ognuna di esse ha un limite di quattro livelli. Premendo ripetutamente il pulsante di attacco durante il combattimento si attivano le combo e premendo un ulteriore pulsante a metà combo sarà possibile effettuare un attacco speciale che stordirà temporaneamente le unità nemiche nelle immediate vicinanze. Il giocatore può anche passare temporaneamente da Caim a un alleato scelto prima di incominciare una missione. Questo pur condividendo con il protagonista attacchi simili è in grado di infligge maggiori danni. Gli alleati si ottengono in livelli opzionali e possono essere evocati solo per un numero limitato di volte e di tempo.
Nelle missioni di combattimento aereo, i giocatori controllano Angelus, il drago partner di Caim. Durante questi momenti, i giocatori vengono diretti contro più bersagli aerei che devono essere distrutti per vincere. Man mano che Angelus guadagna punti esperienza attraverso il combattimento, sale di livello ed è in grado di infliggere più danni, in modo simile alle armi usate nei combattimenti a terra. Le battaglie contro i boss si svolgono tutte durante queste fasi aeree. Angelus ha accesso a due tipi di attacchi di fuoco standard: un'esplosione a mira libera che provoca danni elevati e dardi a ricerca che possono colpire più bersagli ma infliggere meno danni. I colpi a ricerca possono essere schivati o contrastati da alcuni tipi di nemici più avanti nel gioco. Angelus può anche eseguire uno speciale attacco magico ad area che danneggia o uccide più unità nemiche. Il drago può essere anche utilizzato per attraversare rapidamente le aree di battaglia durante le missioni principalmente a terra. I giocatori possono infatti evocare Angelus durante alcune missioni a terra: premendo il pulsante di selezione Caim può montare e smontare da Angelus. Caim e Angelus salgono di livello durante il combattimento in modi diversi: man mano che Caim sale di livello, il loro misuratore di salute condiviso cresce, mentre il livellamento di Angelus aumenta il danno che i suoi attacchi arrecano alle unità nemiche.
I giocatori possono navigare nel mondo di gioco e selezionare le missioni tramite una mappa del mondo. Durante le missioni, una minimappa consente al giocatore di vedere la posizione dei nemici nelle vicinanze. È inoltre possibile passare a una mappa a schermo dove viene mostrata l'intera area di gioco con gli obiettivi della missione. I livelli di Drakengard sono chiamati versi e i versi sono raggruppati in tredici capitoli. Ogni livello ha un limite di tempo di un'ora per il completamento. I livelli principali sono numerati, mentre i livelli aggiuntivi sono contrassegnati da numeri romani. Il gioco presenta cinque finali: il finale principale e quattro finali aggiuntivi che vengono sbloccati al verificarsi di determinate condizioni, come il completamento di capitoli opzionali o l'ottenimento di armi potenti.

## Sviluppo
L'idea originale di Drakengard nacque da Takamasa Shiba e Takuya Iwasaki mentre lavoravano presso Cavia. Fu concepito come un gioco di battaglie aeree simile a Ace Combat. Lo sviluppo, durato quattro anni, fu il primo progetto di Shiba come produttore. Il team che sviluppò il gioco operava sotto il nome di "Project Dragonsphere". Con il progredire dello sviluppo, furono incorporate anche le battaglie a terra, dopo il successo in Giappone di Dynasty Warriors 2. Creare la transizione dal gameplay a terra a quello aereo fu particolarmente difficile per il team, a causa di problemi con l'hardware della PlayStation 2. In un'intervista del 2013, Shiba commentò che Cavia non aveva esperienza nella creazione di giochi d'azione e, di conseguenza, il titolo non raggiunse gli standard dei suoi contemporanei. Le scene di battaglia del gioco furono ispirate a film come la versione del 1999 di La Mummia e il suo spin-off Il Re Scorpione, oltre a pellicole come Dragonheart e film epici asiatici. Iwasaki non poté assumere il ruolo di direttore a causa di altri progetti a cui stava lavorando; la posizione fu quindi assegnata a Yoko Taro, che fu il principale responsabile del tono del gioco. I programmatori principali furono Toshiyuki Koike e Takeshi Katayama. Le scene in CGI furono realizzate da Studio Anima. Durante la produzione, al team fu chiesto di apportare molteplici modifiche e aggiustamenti ai contenuti del gioco dal comitato consultivo di Drakengard. Questo fu così frustrante per Yoko che in quel momento decise di non voler realizzare un altro Drakengard. Yoko temeva che il tono cupo potesse impedire l'uscita del gioco, quindi uno dei produttori esterni, Yosuke Saito, presentò il progetto a Sony che, stanca di esaminare proposte in quel periodo, approvò il progetto senza nemmeno guardarlo.
Il gioco fu annunciato originariamente nel dicembre 2002, con Enix come editore, mente la data di uscita fu annunciata l'anno successivo da Square Enix. Drakengard venne mostrato in anteprima al pubblico occidentale durante l'E3 del 2003. Il titolo fu modificato per il mercato occidentale: il nome originale Drag-On Dragoon era stato scelto per il suo suono, ma non era considerato adatto al pubblico occidentale. Per questo motivo fu cambiato in Drakengard. Inoltre, alcuni dei temi più maturi, come i riferimenti all'incesto e ai tabù sessuali, furono censurati nella localizzazione occidentale. Fu pubblicato prima in Giappone l'11 settembre 2003, poi in Nord America il 2 marzo 2004. e infine in Europa e Oceania il 21 maggio 2004. Mentre Square Enix pubblicò il titolo in Giappone e Nord America, Take-Two Interactive fu scelta per la distribuzione nei territori europei. Per questa versione, il gioco ha subito un'importante fase di debugging e una modifica dell'angolazione della telecamera di gioco.
Fu sviluppato anche un porting mobile che faceva parte dei piani di Square Enix per espandersi nel mercato europeo dei giochi per dispositivi mobili. Questa versione fu co-sviluppata con la società londinese Macrospace come parte di una collaborazione tra Square Enix e Vodafone, progettato per funzionare sul servizio Vodafone live!. Il videogioco fu distribuito prima in Germania, poi nel Regno Unito, in Spagna e in Italia.

## Il mondo di gioco

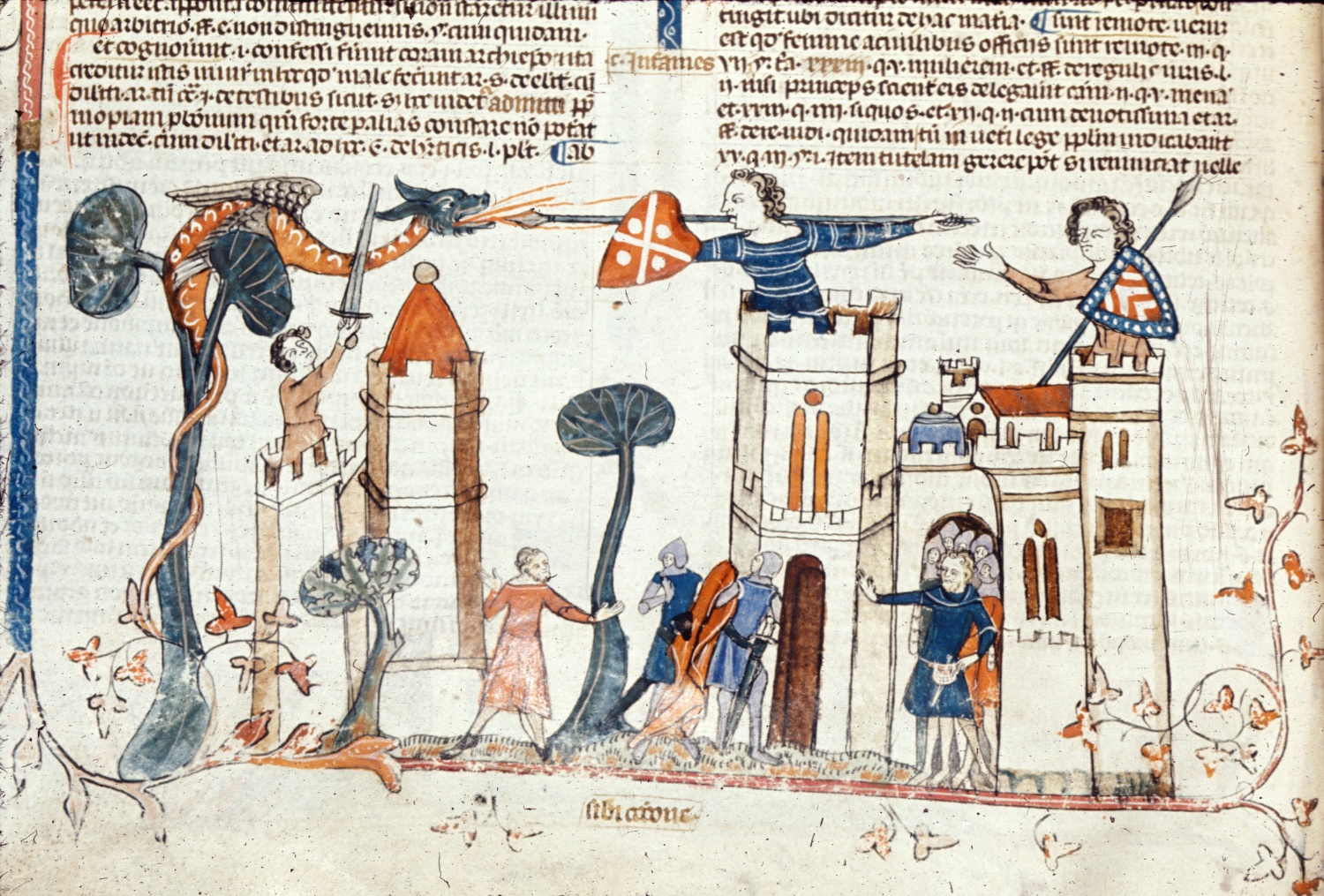
L'ambientazione e il mito sono stati ispirati principalmente dal folclore dell'Europa settentrionale medievale

L'ambientazione e il mito sono stati ispirati principalmente dal folclore dell'Europa settentrionale, mentre altri elementi hanno tratto spunto dal revisionismo in stile giapponese. Secondo Shiba, molteplici elementi della storia e del mondo sono stati creati per essere cupi, tristi e seri nel tono, in contrasto con titoli come Dragon Quest e Final Fantasy. Uno dei fili conduttori della narrazione, che coinvolge sentimenti romantici tra fratelli, è stato ispirato nella mente di Yoko dalla serie anime Sister Princess. Un'altra serie che ha influenzato il team è stata Neon Genesis Evangelion, con un confronto tra le due opere basato su una caratteristica condivisa: pur avendo premesse standard, nascondono elementi narrativi più oscuri all'interno del loro contenuto. Il tema narrativo centrale era "Immoralità", che è stato principalmente dimostrato dalla scrittrice Sawako Natori attraverso i personaggi. Sono stati creati molteplici finali perché a Yoko era stato detto che il gioco non avrebbe avuto un sequel. Le storie dei personaggi sono state create da Yoko e Iwasaki, che hanno sviluppato indipendentemente i loro background: Yoko si è occupato di Seere, Leonard e Arioch, mentre Iwasaki ha contribuito allo sviluppo di Verdelet, Inuart e Caim. In un'intervista sul suo ruolo nello sviluppo del gioco, Natori ha ammesso di essersi sentita in imbarazzo ascoltando Sota Murakami e Natsuki Yamashita, doppiatori rispettivamente di Seere e Manah, recitare le loro battute.
Caim, il protagonista, è stato concepito come un'analisi del tipico eroe dei giochi d'azione, poiché Yoko riteneva che un personaggio del genere non dovesse avere un lieto fine in una storia incentrata sulla violenza. La natura del rapporto tra Caim e Angelus ha subito cambiamenti durante lo sviluppo: inizialmente Yoko lo aveva immaginato come un legame di tipo parassitario, ma Iwasaki voleva creare un diverso tipo di storia d'amore e scrisse quindi un rapporto romantico tra i due. L'attore che ha interpretato entrambi i personaggi è stato Shinnosuke Ikehata: inizialmente scelto per il ruolo di Caim, la sua versatilità gli ha permesso di ottenere anche quello di Angelus. Furiae è stata progettata da Yoko sia per spiegare la rivalità tra Caim e Inuart, sia per rappresentare il suo disprezzo per il tipo di personaggio dimenticabile che lei incarnava. La relazione tra Caim e Furiae, così come i loro destini finali, rappresentava la risposta di Yoko al tipico lieto fine presente nella maggior parte dei giochi di ruolo dell'epoca, che secondo lui non si adattava a un protagonista che aveva ucciso centinaia di nemici durante la sua missione. Il secondo finale è stato ispirato principalmente da questa idea e dal suo disprezzo per Sister Princess. Caim e Furiae erano rispettivamente basati su Guts di Berserk e Rei Ayanami di Neon Genesis Evangelion, con Caim che era stato soprannominato "Guts" durante lo sviluppo. 
Inuart era stato originariamente concepito come il protagonista di Drakengard, con l'idea che fosse un "eroe inutile". Una scena cruciale del gioco, in cui si scontra per la prima volta con Caim, divenne uno dei modi in cui Yoko riuscì a proiettare adeguatamente la sua visione del mondo di gioco. Verdelet fu rappresentato come il "vecchio spregevole", interessato solo a sé stesso: la sua personalità era pensata per essere sia inefficace che autoritaria, persino di fronte alla catastrofe. Il ruolo di Manah in Drakengard fu progettato per rappresentare i bambini non amati.
Il quinto finale, una battaglia contro un boss nella Tokyo contemporanea, fu creato come un finale scherzoso, sulla scia della serie Silent Hill, e come un colpo di scena inaspettato per i giocatori che si aspettavano un tono più leggero dopo i finali precedenti. Intitolato the End of dragon sphere, questo finale serviva come tributo a The End of Evangelion.
Il design dei personaggi fu curato da Kimihiko Fujisaka. Drakengard fu il suo primo incarico come character designer: i suoi disegni si rifacevano saldamente all'estetica dell'Europa medievale. Per raggiungere questo obiettivo, immaginò di essere stato trasportato in quell'epoca storica. Le sue creazioni furono influenzate dai design di Final Fantasy e Dragon Quest. Caim fu uno dei primi personaggi creati per Drakengard. Nel design di Inuart, Fujisaka incorporò un'armatura pesante per trasmettere un'impressione più imponente ai giocatori. Il suo ruolo finale e il design definitivo furono basati sull'idea di renderlo il rivale di Caim. Il design del drago nero, la bestia del patto di Inuart, non impressionò Shiba, che considerò di tagliarlo dal prodotto finale. L'abbigliamento rosso di Manah fu progettato per richiamare sia il colore chiave del gioco, sia il suo status di leader del "Culto dei Messaggeri". Shiba approvò il design, ritenendo che contrastasse bene con l'abbigliamento prevalentemente bianco di Furiae. Fujisaka contribuì anche alla creazione della forma mostruosa di Furiae per il secondo finale del gioco. In retrospettiva, Fujisaka si dichiarò insoddisfatto del suo lavoro su Drakengard, in particolare del design di Caim. I mostri del gioco furono ideati da Taro Hasegawa.

## Colonna sonora

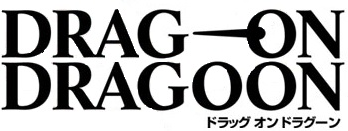
Logo della versione giapponese del gioco. In Giappone il videogioco è conosciuto sotto il nome di Drag-On Dragoon.

La colonna sonora è stata composta da Nobuyoshi Sano e Takayuki Aihara: i due hanno utilizzato estratti da brani di musica classica (selezionati da Aihara), poi li hanno riarrangiati, mixati e sovrapposti. Il loro obiettivo principale era creare della musica che si adattasse al gameplay, alla storia e al tema narrativo generale della "follia". La musica è stata concepita per essere "sperimentale" ed "espressionistica" piuttosto che "commerciale". La traccia "Exhausted" (尽きる, Tsukiru) è stata composta da Sano, scritta da Natori e cantata da Eriko Hatsune. La colonna sonora fu originariamente pubblicata in due volumi con i nomi Drag-On Dragoon Original Soundtrack Vol.1 (contenente le musiche dei primi capitoli) e Drag-On Dragoon Original Soundtrack Vol.2 (contenente le musiche degli ultimi capitoli del videogame e alcune tracce inedite), pubblicati rispettivamente il 22 ottobre e il 21 novembre 2003. La colonna sonora è stata in seguito ripubblicata il 20 aprile 2011, come set di due dischi con il titolo Drag-On Dragoon Original Soundtrack.
Tra i pezzi di musica classica selezionati appositamente da Aihara e riarrangiati per essere amalgamati con la colonna sonora si possono trovare delle sinfonie di Antonín Dvořák (Othello, Op. 93; Ouverture Carnival, Op. 92; Sinfonia n. 9 Dal nuovo mondo), Béla Bartók (Il mandarino meraviglioso), Claude Debussy (La Mer), Gustav Mahler (Sinfonia n. 5), Wolfgang Amadeus Mozart (Le nozze di Figaro), Pëtr Il'ič Čajkovskij (Il lago dei cigni; Capriccio italiano; Lo schiaccianoci suite; Ouverture 1812 Solennelle; Ouverture-Fantasia Romeo e Giulietta), Ottorino Respighi (Feste Romane), Richard Wagner (Götterdämmerung; Die Walküre; Tannhäuser), Nicolai Rimsky-Korsakov (Capriccio spagnolo), Modest Petrovič Musorgskij (Pictures at an Exhibition) e Gustav Holst (The Planets).

### Original Soundtrack

#### Volume 1
Il primo volume, contenente le musiche dei primi capitoli del videogame, è stato pubblicato il 22 ottobre 2003 dalla Marvelous Entertainment ed è stato composto e arrangiato da Takayuki Aihara e Nobuyoshi Sano.
| #  | Titolo inglese                      | Titolo giapponese                  | Compositore     | Durata |
| -- | ----------------------------------- | ---------------------------------- | --------------- | ------ |
| 1  | "Mission Selection"                 | "ミッション選択"                   | Nobuyoshi Sano  | 0:25   |
| 2  | "Weapon Selection"                  | "武器選択"                         | Takayuki Aihara | 1:14   |
| 3  | "First Chapter - In the Sky"        | "第一章上空"                       | Takayuki Aihara | 2:56   |
| 4  | "First Chapter - On the Ground"     | "第一章地上"                       | Takayuki Aihara | 2:24   |
| 5  | "First Chapter - Inside the Castle" | "第一章城内"                       | Takayuki Aihara | 2:57   |
| 6  | "Second Chapter - In the Sky"       | "第二章上空"                       | Takayuki Aihara | 3:12   |
| 7  | "Second Chapter - On the Ground"    | "第二章地上"                       | Takayuki Aihara | 2:44   |
| 8  | "Third Chapter - In the Sky"        | "第三章上空"                       | Takayuki Aihara | 3:11   |
| 9  | "Third Chapter - On the Ground"     | "第三章地上"                       | Takayuki Aihara | 2:35   |
| 10 | "Fourth Chapter - In the Sky"       | "第四章上空"                       | Nobuyoshi Sano  | 3:19   |
| 11 | "Fourth Chapter - On the Ground"    | "第四章地上"                       | Nobuyoshi Sano  | 3:28   |
| 12 | "Fifth Chapter - In the Sky 1"      | "第五章上空、一"                   | Takayuki Aihara | 3:26   |
| 13 | "Fifth Chapter - On the Ground 1"   | "第五章地上、一"                   | Takayuki Aihara | 3:16   |
| 14 | "Fifth Chapter - In the Sky 2"      | "第五章上空、二"                   | Takayuki Aihara | 3:47   |
| 15 | "Fifth Chapter - On the Ground 2"   | "第五章地上、二"                   | Takayuki Aihara | 3:13   |
| 16 | "Sixth Chapter - In the Sky"        | "第六章上空"                       | Takayuki Aihara | 3:15   |
| 17 | "Sixth Chapter - On the Ground"     | "第六章地上"                       | Takayuki Aihara | 2:57   |
| 18 | "Seventh Chapter - In the Sky"      | "第七章上空"                       | Nobuyoshi Sano  | 3:47   |
| 19 | "Eighth Chapter - In the Sky"       | "第八章上空"                       | Nobuyoshi Sano  | 3:16   |
| 20 | "Eighth Chapter - On the Ground"    | "第八章地上"                       | Nobuyoshi Sano  | 3:31   |
| 21 | "Eighth Chapter - Closing"          | "第八章最終"                       | Nobuyoshi Sano  | 2:53   |
| 22 | "Mission Clear"                     | "ミッションクリア"                 | Nobuyoshi Sano  | 0:36   |
| 23 | "Game Over ~Continue~"              | "ゲームオーバー～コンティニュー～" | Nobuyoshi Sano  | 0:52   |

#### Volume 2
Il secondo volume, contenente le musiche degli ultimi capitoli del videogame e alcune tracce inedite, è stato pubblicato il 21 novembre 2003 dalla Marvelous Entertainment ed è stato composto e arrangiato da Takayuki Aihara e Nobuyoshi Sano.
| #  | Titolo inglese                                | Titolo giapponese              | Compositore     | Durata |
| -- | --------------------------------------------- | ------------------------------ | --------------- | ------ |
| 1  | "Hungry Leonard - In the Sky"                 | "レオナールの飢、上空"         | Takayuki Aihara | 3:28   |
| 2  | "Hungry Leonard - On the Ground"              | "レオナールの飢、地上"         | Takayuki Aihara | 3:17   |
| 3  | "Extraordinary Arioch - In the Sky"           | "アリオーシュの奇、上空"       | Takayuki Aihara | 3:12   |
| 4  | "Extraordinary Arioch - On the Ground"        | "アリオーシュの奇、地上"       | Takayuki Aihara | 3:20   |
| 5  | "Seere's Prayer - In the Sky"                 | "セエレの祈、上空"             | Takayuki Aihara | 4:12   |
| 6  | "Seere's Prayer - On the Ground"              | "セエレの祈、地上"             | Takayuki Aihara | 2:37   |
| 7  | "Ninth Chapter - In the Sky 1"                | "第九章上空、一"               | Takayuki Aihara | 3:12   |
| 8  | "Ninth Chapter - In the Sky 2"                | "第九章上空、二"               | Takayuki Aihara | 3:07   |
| 9  | "Ninth Chapter - Closing"                     | "第九章最終"                   | Takayuki Aihara | 3:04   |
| 10 | "Tenth Chapter - In the Sky"                  | "第十章上空"                   | Nobuyoshi Sano  | 3:06   |
| 11 | "Tenth Chapter - On the Ground"               | "第十章地上"                   | Nobuyoshi Sano  | 3:27   |
| 12 | "Eleventh Chapter - On the Ground 1"          | "第十一章地上、一"             | Takayuki Aihara | 2:59   |
| 13 | "Eleventh Chapter - On the Ground 2"          | "第十一章地上、二"             | Takayuki Aihara | 3:13   |
| 14 | "Twelfth Chapter - In the Sky"                | "第十二章上空"                 | Nobuyoshi Sano  | 3:29   |
| 15 | "Twelfth Chapter - On the Ground"             | "第十二章地上"                 | Nobuyoshi Sano  | 2:57   |
| 16 | "Twelfth Chapter - Closing"                   | "第十二章最終"                 | Nobuyoshi Sano  | 3:20   |
| 17 | "Thirteenth Chapter - Closing"                | "第十三章最終"                 | Nobuyoshi Sano  | 2:31   |
| 18 | "Route A Staff Roll"                          | "Ａ路スタッフロール"           | Nobuyoshi Sano  | 2:43   |
| 19 | "Route B Staff Roll 'Exhausted'"              | "Ｂ路スタッフロール「尽きる」" | Takayuki Aihara | 4:05   |
| 20 | "Route C Staff Roll"                          | "Ｃ路スタッフロール"           | Nobuyoshi Sano  | 3:48   |
| 21 | "Route D Staff Roll"                          | "Ｄ路スタッフロール"           | Nobuyoshi Sano  | 3:25   |
| 22 | "Route E Staff Roll"                          | "Ｅ路スタッフロール"           | Takayuki Aihara | 3:37   |
| 23 | "Eleventh Chapter - In the Sky (Unpublished)" | "第十一章上空（未使用）"       | Takayuki Aihara | 2:49   |
| 24 | "Twelfth Chapter - Closing (Unpublished)"     | "第十二章（未使用）"           | Nobuyoshi Sano  | 0:52   |

## Doppiaggio
| Personaggio            | Doppiatore giapponese                      | Doppiatore americano                 |
| ---------------------- | ------------------------------------------ | ------------------------------------ |
| Caim                   | Shinnosuke "Peter" Ikehat                  | Charles Rubenda                      |
| Angelus (Angel)        | Shinnosuke "Peter" Ikehat                  | Mona Marshal                         |
| Seere                  | Sota Murakami                              | Mona Marshal                         |
| Leonard                | Kōichi Yamadera                            | Paul St. Peter                       |
| Verdelet               | Iemasa Kayumi                              | William Knight                       |
| Folletto               | Yūko Miyamura                              | Wendee Lee                           |
| Manah                  | Natsuki Yamashita Daisuke Gōri (posseduta) | Sherry Lynn Daran Norris (posseduta) |
| Arioch                 | Megumi Hayashibara                         | Michelle Ruff                        |
| Inuart                 | Toshiaki Karasawa                          | Charles Rubenda                      |
| Furiae (Furies)        | Eriko Hatsune                              | Kari Wahlgren                        |
| Salamander             |                                            | Mary Elizabeth McGlynn               |
| Undine                 |                                            | Richard Epcar                        |
| Pilota del Jet a Tokyo |                                            | Kirk Thornton                        |

## Versione per telefono cellulare
Una versione per cellulare esclusivamente europea di Drakengard è stata co-sviluppata e co-pubblicata dalla Square Enix e da Macrospace. Il gioco è disponibile in inglese, francese, tedesco, italiano e spagnolo. Il gioco è caratterizzato da quattro diversi livelli e da due diverse modalità di gioco: scorrimento orizzontale e scontro aereo. Accumulando sempre più punti è possibile sbloccare dei consigli per la versione su PlayStation 2.

## Accoglienza
Drakengard ha venduto più di 122.000 unità nella prima settimana di pubblicazione in Giappone, spodestando dal primo posto Mobile Suit Gundam: Encounters in Space nelle classifiche di vendita. Verso la fine del 2003, il gioco vendette 241 014 copie nella regione. Le recensioni orientali hanno spesso lodato il gioco per la sua trama dark e complessa, tuttavia ritenendo il gameplay non in grado di reggere il confronto con i primi videogiochi di tale genere; "se siete disposti a sacrificare la profondità del gameplay a favore della profondità della storia, potrebbe valer la pena acquistare Drakengard" ha dichiarato G4 TV. Nel 2010, Ugo.com ha incluso il gioco nell'articolo Gli 11 finali più strani dei videogiochi, assegnandogli il quinto posto. Il gioco ha ricevuto un punteggio complessivo di 63/100 su Metacritic, basato su 55 recensioni.